# 1-й Башкирский пехотный полк
1-й Башкирский пехотный (стрелковый) полк  — первое регулярное военное формирование Правительства Башкурдистана.

## История
1-й Башкирский пехотный полк был сформирован согласно приказу Башкирского военного совета от 13 июня 1918 года на основе Мусульманского добровольческого отряда в городе Челябинске.
С июля 1918 года в составе 1-й Уральской пехотной дивизии. В августе 1918 года вместе с Правительством Башкурдистана передислоцировался в город Оренбург, где вошёл в состав 2-й Башкирской пехотной дивизии.
25 октября 1918 года 1-й Башкирский пехотный полк переименован в «стрелковый». В ноябре 1918 года после расформирования 2-й Башкирской стрелковой дивизии, полк вошёл в состав 1-й Башкирской стрелковой дивизии.
После прихода к власти адмирала А. В. Колчака, 20 ноября 1918 года согласно приказу штаба Верхновго главнокомандующего 1-я Башкирская стрелковая дивизия преобразована в  10-ю стрелковую дивизию, а 1-му Башкирскому полку присвоен 37-й номер.
9 января 1919 года штаб Башкирской армии возвращает полку его старый номер.
В ходе Гражданской войны в России 1-й Башкирский стрелковый полк участвовал в сражениях против Красной Армии на Екатеринбургском (июнь-август 1918 года) и Стерлитамакском (декабрь 1918 года — февраль 1919 года) фронтах.
В феврале 1919 года, после перехода Башкирского Правительства и армии на сторону Советской власти, полк был расформирован.

## Знаки отличия
14 июня 1918 года Правительство Башкурдистана согласно своему указу в военную форму воинов полка ввёл систему национального отличия. На левом рукаве пришивалась нашивка в форме щита синего цвета, его ширина около 9 см, а длина 11 см. Внизу щита помещался полковой номер, а в центре пришивался серебряный полумесяц. Поверх полумесяца располагались знаки отличия военных званий: у офицеров вышивались звёзды (согласно званию, у штаб-офицеров золотого цвета, зу обер-офицеров серебряного цвета); у ефрейторов, младших и старших унтер-офицеров — серебряная уҡа, а у подпрапорщиков — золотая уҡа. На головном уборе вместо кокарды как в чехословацком корпусе прикреплялась лента синего цвета.
| Знаки отличия 1-го Башкирского пехотного полка, утверждённые 14 июня 1918 года | Знаки отличия 1-го Башкирского пехотного полка, утверждённые 14 июня 1918 года | Знаки отличия 1-го Башкирского пехотного полка, утверждённые 14 июня 1918 года | Знаки отличия 1-го Башкирского пехотного полка, утверждённые 14 июня 1918 года | Знаки отличия 1-го Башкирского пехотного полка, утверждённые 14 июня 1918 года | Знаки отличия 1-го Башкирского пехотного полка, утверждённые 14 июня 1918 года |
| Солдаты и младшие командиры                                                    | Солдаты и младшие командиры                                                    | Солдаты и младшие командиры                                                    | Солдаты и младшие командиры                                                    | Солдаты и младшие командиры                                                    | Солдаты и младшие командиры                                                    |
| ------------------------------------------------------------------------------ | ------------------------------------------------------------------------------ | ------------------------------------------------------------------------------ | ------------------------------------------------------------------------------ | ------------------------------------------------------------------------------ | ------------------------------------------------------------------------------ |
|                                                                                |                                                                                |                                                                                |                                                                                |                                                                                |                                                                                |
| Рядовой                                                                        | Ефрейтор                                                                       | Бомбардир                                                                      | Унтер-офицер                                                                   | Фельдфебель                                                                    | Подпрапорщик                                                                   |

| Обер-офицеры | Обер-офицеры | Обер-офицеры | Обер-офицеры  | Обер-офицеры | Штаб-офицеры | Штаб-офицеры |
| ------------ | ------------ | ------------ | ------------- | ------------ | ------------ | ------------ |
|              |              |              |               |              |              |              |
| Прапорщик    | Подпоручик   | Поручик      | Штабс-капитан | Капитан      | Подполковник | Полковник    |

## Командиры
- поручик Харис Туймакаев (июнь 1918 года — сентябрь 1918 года)
- подполковник Ибрагим Якубовский (сентябрь 1918 года — ноябрь 1919 года)
- штабс-капитан Сулейман Ишмурзин (ноябрь 1918 года — февраль 1919 года)

С ноября 1918 года Хабибулла Габитов служил полковым муллой в данном военном формировании.